# 트레이드 드레스
트레이드 드레스(영어: Trade Dress)란 지적재산권 용어로 제품의 고유한 이미지를 형성하는 색채·크기·모양 등을 뜻한다.

## 미국
미국에서는 1989년에 개정한 상표법을 통해 지적재산권의 하나로 보호하고 있다.

## 대한민국
대한민국에서는 제품의 포장, 용기 ,모양, 색채, 크기  같이 제품의 고유한 이미지를 만들어 내는 겉모양의 여러 조건을 말하며 상모(商貌)라고도 한다. 상표법이나 부정경쟁방지법에 의하여 부분적으로 보호받을 수 있다.
부정경쟁방지법 제2조 1. "부정경쟁행위"란 다음 각 목의 어느 하나에 해당하는 행위를 말한다.
차. 그 밖에 타인의 상당한 투자나 노력으로 만들어진 성과 등을 공정한 상거래 관행이나 경쟁질서에 반하는 방법으로 자신의 영업을 위하여 무단으로 사용함으로써 타인의 경제적 이익을 침해하는 행위

### 사건 우
소프트리가 개발한 벌집 아이스크림이 아이스크림과 벌집채꿀(벌집 그대로의 상태인 꿀)을 조합하는 제품의 결합방식 또는 판매방식에 관한 아이디어에 불과하고, 상품의 형태로서 보호되는 것이라고 보기 어렵다고 판단하여 이는 1심 판결을 뒤집은 것이어서 대법원의 최종 판단이 주목된다.
독창적인 아이템과 매장 디자인의 무단모방에 경종을 울렸다.

## 참고 문헌
- 김신영, 트레이드 드레스의 보호에관한 연구 : 기능성 원리(Functionality doctrine)를 중심으로, 지적재산권법학과, 2013.
- 조영탁, 트레이드 드레스의 법적 보호를 위한 경영전략 : 애플사 대 삼성전자의 소송을 중심으로, 고려대학교 대학원, 2013.
- 박보람, 트레이드 드레스의 법적 보호에 관한 연구 : 삼성전자 v. 애플 사건을 중심으로, 명지대학교 대학원 일반대학원,  2014.
- 이준길, 입체상표를 통한 트레이드 드레스의 법적 보호에 대한 고찰, 아주대학교 공학대학원, 2015.
- 김한주, 트레이드 드레스에 대한 비교법적 고찰, 중소기업과 법, Vol.4 No.2 [2013], 아주대학교 법학연구소, 2013.
- 김동원, 트레이드 드레스의 식별표지성과 관련된 두 가지 쟁점  :  부정경쟁방지법 제2조 제1호 가, 나목에 따른 보호를 중심으로, Law & technology,  Vol.9 No.4 [2013].
- 계승균, 우리나라에서 트레이드 드레스의 법적 보호에 관한 연구, 한국산업재산권법학회, Vol.- No.42 [2013]
- 김관식, 애플사 대 삼성전자 사건에 비추어 본 트레이드드레스의 법적 보호, 産業財産權, 323-373, 2012.

## 같이 보기
- 식별력
- 기능성의 원리
- 혼동 가능성
- 주지성
- 저명성
- 상표법
- 부정경쟁방지법